# 7000-Kader-Konferenz

Zhu De, Zhou Enlai, Liu Shaoqi, Deng Xiaoping und Mao Zedong (Juli 1962).

Die 7000-Kader-Konferenz (chinesisch 七千人大會 / 七千人大会, Pinyin Qīqiān réndà huì) war eine der größten Arbeitskonferenzen der Kommunistischen Partei Chinas (KP Chinas), die vom 11. Januar bis zum 7. Februar 1962 in Peking stattfand. An der Konferenz nahmen landesweit über 7000 Parteibeamte teil, die sich mit den Themen des Großen Sprungs nach vorne befassten, bei denen bei der Großen Chinesischen Hungersnot zig Millionen Menschen ums Leben kamen.
Während der Konferenz hielt Liu Shaoqi, der 2. Präsident Chinas, eine wichtige Rede, in der 30 % der Hungersnot formell auf Naturkatastrophen und 70 % auf von Menschen verursachte Fehler zurückgeführt wurden, die hauptsächlich das Ergebnis des Großen Sprungs nach vorne waren. Die Politik von Mao Zedong wurde kritisiert. Die Konferenz förderte den „Demokratischen Zentralismus“ innerhalb der Kommunistischen Partei. Lin Biao lobte Mao jedoch weiterhin auf der Konferenz.
Nach der 7000-Kader-Konferenz übernahm Liu Shaoqi zusammen mit Deng Xiaoping die Verantwortung für die meisten politischen Maßnahmen innerhalb der Partei und der Regierung, während Mao teilweise in den Ruhestand trat. Wirtschaftsreformen wie „sanzi yibao (三自一包)“, die den freien Markt ermöglichten, wurden von Liu Shaoqi, Deng Zihui (邓子恢) und anderen durchgeführt. Die Reformen haben die wirtschaftlichen Schwierigkeiten nach dem Großen Sprung nach vorne in gewissem Maße gemildert.
Andererseits war seit 1962 die Meinungsverschiedenheit zwischen Mao Zedong und Liu Shaoqi (und Deng Xiaoping) offensichtlicher geworden, insbesondere aufgrund von Maos Aufruf, „den Klassenkampf niemals zu vergessen“. Im August 1962 betonte Mao während eines Treffens in Beidaihe, dass über Klassenkämpfe „jedes Jahr, jeden Monat und jeden Tag (年年讲, 月月讲, 日日讲)“ gesprochen werden muss. Mao bekräftigte seinen Standpunkt im September 1962 während einer nationalen Konferenz der Kommunistischen Partei Chinas (八届十中全会). Mao kritisierte die Reformen später als „Versuch, den Sozialismus zu zerstören“.
1963 startete Mao die landesweite Sozialistische Erziehungskampagne und 1966 die Kulturrevolution, durch die Liu Shaoqi als „Verräter“ gebrandmarkt und im Jahr 1969 ermordet wurde. Lin Biao hingegen wurde 1969 von Mao offiziell als sein Nachfolger ausgewählt.